# Oleśnica (gromada w powiecie słupeckim)
Oleśnica – dawna gromada, czyli najmniejsza jednostka podziału terytorialnego Polskiej Rzeczypospolitej Ludowej w latach 1954–1972.
Gromady, z gromadzkimi radami narodowymi (GRN) jako organami władzy najniższego stopnia na wsi, funkcjonowały od reformy reorganizującej administrację wiejską przeprowadzonej jesienią 1954 do momentu ich zniesienia z dniem 1 stycznia 1973, tym samym wypierając organizację gminną w latach 1954–1972.
Gromadę Oleśnica z siedzibą GRN w Oleśnicy utworzono 1 stycznia 1958  w powiecie słupeckim w woj. poznańskim z obszarów zniesionych gromad Kopojno i Zagórów. Dla gromady ustalono 27 członków gromadzkiej rady narodowej.
W 1965 gromada miała 27 członków GRN.
1 stycznia 1970 do gromady Oleśnica włączono 1.431,45 ha (kolonię Wymysłów) z miasta Zagórów w tymże powiecie.
Gromada przetrwała do końca 1972 roku, czyli do kolejnej reformy gminnej.